# Liste du patrimoine culturel immatériel de l'humanité en Espagne
Cet article recense les pratiques inscrites au patrimoine culturel immatériel en Espagne.

## Statistiques
L'Espagne a ratifié la convention pour la sauvegarde du patrimoine culturel immatériel le 25 octobre 2006. La première pratique protégée est inscrite en 2008.
En 2024, l'Espagne compte 26 éléments inscrits au patrimoine culturel immatériel, 22 sur la liste représentative et 4 sur le registre des meilleures pratiques de sauvegarde.

## Listes

### Liste représentative
Les éléments suivants sont inscrits sur la liste représentative du patrimoine culturel immatériel de l'humanité :
| Élément | Type | Subdivision                                   | Année | Lien  | Notes | Illus. |
| --- | --- | --------------------------------------------- | ----- | ----- | --- | ------ |
| La Patum de Berga | pratiques sociales, rituels et événements festifs | Berga                                         | 2008  | 00156 | |        |
| Le mystère d'Elche | arts du spectacle | Elche                                         | 2008  | 00018 | |        |
| Le langage sifflé de l'île de la Gomera (îles Canaries), le Silbo Gomero                                                                                                | traditions et expressions orales | La Gomera                                     | 2009  | 00172 | |        |
| Les tribunaux d'irrigants du bassin méditerranéen espagnol : le Conseil des bons hommes de la plaine de Murcie et le Tribunal des eaux de la plaine de Valence          | traditions et expressions orales pratiques sociales, rituels et événements festifs | Murcie et Valence                             | 2009  | 00171 | |        |
| Les tours humaines | pratiques sociales, rituels et événements festifs arts du spectacle | Catalogne                                     | 2010  | 00364 | |        |
| Le Flamenco | arts du spectacle | Andalousie                                    | 2010  | 00363 | |        |
| Le chant de la Sibylle de Majorque | arts du spectacle | Majorque                                      | 2010  | 00360 | |        |
| La fête de « la Mare de Déu de la Salut » d'Algemesí | pratiques sociales, rituels et événements festifs | Algemesí                                      | 2011  | 00576 | |        |
| La fête des patios de Cordoue | pratiques sociales, rituels et événements festifs | Cordoue                                       | 2012  | 00846 | |        |
| La diète méditerranéenne | pratiques sociales, rituels et événements festifs savoir-faire liés à l’artisanat traditionnel                                                                                               |                                               | 2013  | 00884 | Partagé avec Chypre, la Croatie, la Grèce, l'Italie, le Maroc et le Portugal |        |
| Les fêtes du feu du solstice d'été dans les Pyrénées | pratiques sociales, rituels et événements festifs | Aragon, Catalogne                             | 2015  | 01073 | Partagé avec l'Andorre et la France |        |
| La fauconnerie, un patrimoine humain vivant | connaissances et pratiques concernant la nature et l’univers |                                               | 2016  | 01708 | Partagé avec l'Allemagne, l'Arabie saoudite, l'Autriche, la Belgique, la Corée du Sud, la Croatie, les Émirats arabes unis, la France, la Hongrie, l'Irlande, l'Italie, le Kazakhstan, le Kirghizistan, le Maroc, la Mongolie, le Pakistan, les Pays-Bas, la Pologne, le Portugal, le Qatar, la Syrie et la Tchéquie |        |
| La fête des Fallas valenciennes | pratiques sociales, rituels et événements festifs | Valence                                       | 2016  | 00859 | |        |
| L'art de la construction en pierre sèche : savoir-faire et techniques                                                                                                   | connaissances et pratiques concernant la nature et l'univers pratiques sociales, rituels et événements festifs savoir-faire liés à l’artisanat traditionnel traditions et expressions orales |                                               | 2018  | 02106 | Partagé avec Chypre, la Croatie, la France, la Grèce, l'Italie, la Slovénie et la Suisse Étendu en 2024 à l'Andorre, l'Autriche, la Belgique, l'Irlande et au Luxembourg |        |
| Les tamborradas, rituels de battements de tambour | pratiques sociales, rituels et événements festifs savoir-faire liés à l’artisanat traditionnel traditions et expressions orales                                                              |                                               | 2018  | 01208 | |        |
| Processus de fabrication de la talavera artisanale de Puebla et de Tlaxcala (Mexique) et de la céramique de Talavera de la Reina et d'El Puente del Arzobispo (Espagne) | savoir-faire liés à l'artisanat traditionnel | Talavera de la Reina, El Puente del Arzobispo | 2019  | 01462 | Partagé avec le Mexique |        |
| Les chevaux du vin (es) | pratiques sociales, rituels et événements festifs | Caravaca de la Cruz                           | 2020  | 00860 | |        |
| La sonnerie manuelle des cloches (eu) | arts du spectacle pratiques sociales, rituels et événements festifs savoir-faire liés à l'artisanat traditionnel                                                                             |                                               | 2022  | 02100 | Étendu en 2024 à l'Italie |        |
| Le radelage | traditions et expressions orales connaissances et pratiques concernant la nature et l'univers savoir-faire liés à l'artisanat traditionnel.                                                  |                                               | 2022  | 01866 | Partagé avec l'Allemagne, l'Autriche, la Lettonie, la Pologne et la Tchéquie |        |
| Connaissances, techniques et savoir-faire du verre artisanal | savoir-faire liés à l'artisanat traditionnel |                                               | 2023  | 01961 | Partagé avec l'Allemagne, la Finlande, la France, la Hongrie et la Tchéquie |        |
| La Transhumance, déplacement saisonnier de troupeaux | connaissances et pratiques concernant la nature et l'univers |                                               | 2023  | 01964 | Initialement partagé, en 2019, entre l'Autriche, la Grèce et l'Italie Étendu en 2023 à l'Albanie, Andorre, la Croatie, l'Espagne, la France, le Luxembourg et la Roumanie |        |
| La culture asturienne (es) du cidre | connaissances et pratiques concernant la nature et l'univers savoir-faire liés à l'artisanat traditionnel                                                                                    | Asturies                                      | 2024  | 01959 | |        |

### Patrimoine immatériel nécessitant une sauvegarde urgente
L'Espagne ne compte aucun élément listé sur la liste du patrimoine immatériel nécessitant une sauvegarde urgente.

### Registre des meilleures pratiques de sauvegarde
L'Espagne compte trois pratiques listées au registre des meilleures pratiques de sauvegarde :
| Élément | Type                                                                               | Subdivision          | Année | Lien  | Notes                    | Illus. |
| --- | ---------------------------------------------------------------------------------- | -------------------- | ----- | ----- | ------------------------ | ------ |
| Centre pour la culture traditionnelle – musée-école du projet pédagogique de Pusol                                           | pratiques sociales, rituels et événements festifs                                  | Elche                | 2009  | 00306 |                          |        |
| La revitalisation du savoir traditionnel de l’élaboration de la chaux artisanale à Moron de la Frontera, Séville, Andalousie | savoir-faire liés à l’artisanat traditionnel                                       | Morón de la Frontera | 2011  | 00511 |                          |        |
| Méthodologie pour l'inventaire du patrimoine culturel immatériel dans les réserves de biosphère : l'expérience du Montseny   |                                                                                    | Massif du Montseny   | 2013  | 00511 |                          |        |
| Le PCI frontalier luso-galicien : un modèle de sauvegarde créé par Ponte...nas ondas! (gl)                                   | traditions et expressions orales pratiques sociales, rituels et événements festifs | Galice               | 2022  | 01848 | Partagé avec le Portugal |        |